# Yakuza Kiwami
Yakuza Kiwami, in giapponese Ryu Ga Gotoku: Kiwami (龍が如く 極?, Ryū Ga Gotoku: Kiwami, lett. "Come un drago: Estremo") è un videogioco d'azione/avventura della serie Yakuza sviluppato e pubblicato da SEGA, per PlayStation 3 e PlayStation 4. Esattamente come il precedente gioco della serie, Yakuza 0, la versione per PS3 è stata distribuita solo su territorio nipponico, mentre la versione PS4 è stata pubblicata anche in Occidente il 29 agosto 2017.
Yakuza Kiwami è il remake del primo Yakuza, pubblicato nel 2006 su PlayStation 2, e ripercorre la storia di Kazuma Kiryu alle prese con una lotta interna nella mafia giapponese. Come annunciato dagli sviluppatori, Yakuza Kiwami ripropone il primo episodio della saga non solo aggiornandolo graficamente, ma anche implementando quasi 30 minuti di filmati (che hanno lo scopo sia di comprendere meglio la storia, e sia di creare una finestra di dialogo con Yakuza 0, prequel della serie), aggiornando il combat system, basato su quello di Yakuza 0, e aggiungendo nuove missioni secondarie, sempre basate su quest'ultimo.

## Trama
Kazuma Kiryu, membro della Yakuza (mafia giapponese) è pronto per staccarsi dal clan di Shintaro Kazama, suo patrigno, per crearne uno proprio, ma nel giorno della sua investitura viene incastrato per il presunto omicidio del suo oyabun (boss) Sohei Dojima. Il vero assassino è però il suo amico d'infanzia Akira Nishikiyama, che assassina il boss per proteggere Yumi Sawamura, amica di infanzia sua e di Kazuma, da un tentativo di stupro. Kazuma, giunto sul luogo, capisce l'accaduto e si addossa ogni colpa coprendo tutto. All'arresto e all'interrogatorio non proferisce parola dinanzi ad un detective di polizia di nome Makoto Date, intenzionato ad aiutarlo seriamente. Dieci anni dopo Kazuma Kiryu esce dal carcere e scopre che il quartiere dove ha trascorso la gioventù è totalmente cambiato: luci al neon illuminano le insegne di locali di ogni tipo, giovani prepotenti e viziati fanno mostra dell'ultimo modello di cellulare. Ormai condannato a morte dal Tojo Clan per l'assassinio del patriarca, vaga per la città cercando di reintegrarsi ricontattando il suo mentore e padre adottivo Kazama. Da questo incontro scopre che il terzo presidente del Tojo clan, Masaru Sera, è stato assassinato, e con lui sono scomparsi 10 miliardi di yen appartenenti al fondo del clan. Akira Nishikiyama è cambiato ed è diventato spietato e aggressivo, ed è in affari con un politico mafioso di nome Kyohei Jingu. Kiryu sospetta così l'incastro e la vera motivazione dell'assassinio di Sera, nonché i soldi scomparsi, ed inizia a cercare la verità con l'aiuto del poliziotto Date. Nel mentre stringerà significative amicizie, soprattutto con due giovani host padroni di un locale di intrattenimento per sole donne, Kazuki e Yuya dell'host club "Stardust", con i senzatetto del parco a nord di Kamurocho, tra cui il maestro d'arti marziali Sotaro Komaki, che gli insegnerà ogni mossa speciale nel gioco, e con Kage il fioraio, il più grande informatore di Tokyo, con la sua potente rete di telecamere nascoste. La storia si complica quando incontra casualmente una piccola bambina di nome Haruka Sawamura, che sembra attirare l'interesse di ogni gruppo criminale nella città nonché dello stesso Kyohei Jingu.
Composti i pezzi del puzzle, Kiryu scopre in un lungo dialogo con Shintaro Kazama che Haruka è la figlia della sua vecchia Yumi e di Jingu, e che i 10 miliardi di yen sono stati rubati dai due e nascosti nel grattacielo più alto del quartiere, la Millennium Tower, simbolo del potere del Tojo Clan. Alla fine del dialogo Futoshi Shimano e i suoi uomini tentano di uccidere Kiryu e Kazama; qui Kiryu si scontra con Shimano e i suoi uomini, ma alla fine dello scontro Shimano lancia una granata verso Haruka e Kazama. Quest'ultimo fa da scudo ad Haruka, perdendo la vita, mentre Shimano viene assassinato da Yukio Terada, membro della Omi Alliance. Shintaro Kazama, prima di morire, rivela a Kiryu di aver ucciso i suoi genitori da piccolo chiedendo perdono. Nonostante questo Kiryu decide di perdonare Kazama riconoscendolo come il suo vero padre. A seguito di questo Kiryu si dirige alla Millennium Tower, dove si ricongiunge con Yumi intenzionata a far esplodere l'attico del grattacielo, stanca di tutto. Ma Kiryu nel convincerla ha uno scontro con Akira Nishikiyama, il suo vecchio amico di infanzia, sopraggiunto sul luogo. Ad interromperli sopravviene in elicottero Kyohei Jingu scortato da un esercito privato. Jingu ferisce Nishiki che perde i sensi e con Kiryu discute animatamente sui 10 miliardi di yen scomparsi. Kiryu rivela infine di essere stato designato come vero erede a quarto capofamiglia e presidente del Tojo clan dal precedente capoclan Masaru Sera su consiglio di Shintaro Kazama per via della sua integrità morale e serietà. Kiryu sconfigge Jingu e il suo esercito, ma quando Kiryu e Yumi credono che tutto sia finito, Jingu spara improvvisamente contro Kiryu e la piccola Haruka ma Yumi fa da scudo e muore tra le braccia del protagonista. Tuttavia Nishikiyama si rialza e prende un pugnale da terra che poi utilizza per uccidere Jingu; ma nel mentre lo spintona nella cassaforte nascosta nella parete attivando una bomba piazzata li dentro da Yumi. Nishiki e Jingu muoiono nell'esplosione della Millennium Tower e facendosi saltare in aria fanno volare via i 10 miliardi di yen. Alla fine dello scontro arriva la polizia intenzionata ad arrestare Kiryu ma Date e Junichi Sudo, il suo partner, si oppongono. Kiryu Kazuma successivamente rinuncerà alla carica di quarto capofamiglia per Yukio Terada fuggendo in auto con Date dalla residenza del Tojo clan. Alla fine nella piazza del teatro al Kamurocho va via verso una vita con Haruka.

## Sviluppo
Kiwami migliora la risoluzione, il framerate, le texture e i tempi di caricamento rispetto al gioco originale su Playstation 2, tramite l'utilizzo del medesimo motore grafico di Yakuza 5 e di Yakuza 0. Le cutscene hanno ricevuto lo stesso trattamento, ed addirittura ne sono state aggiunte alcune per far luce su alcuni aspetti della storia non approfonditi nella versione PS2.
La versione occidentale del gioco prevede, con l'acquisto al day-one, la steelbook edition integrata.
Per l'uscita del gioco in Occidente, SEGA ha lanciato il Yakuza Experience Website, in cui è presente la linea temporale della saga così come la mappa del personaggio e la ricostruzione in fumetto, chiamato The Dragon's Path, dei momenti iconici del franchise, conducendo i giocatori nelle vicende a partire da Yakuza 0 fino a Yakuza 6.
A sorpresa a Giugno 2018, Sega annuncia che Yakuza 0 e Yakuza Kiwami saranno disponibili anche su PC tramite piattaforma Steam.
Per questo remake, il gioco è stato nuovamente doppiato utilizzando lo stesso cast di doppiatori del gioco originale, in un nuovo formato audio, per adattare il gioco agli standard moderni.
Riguardo l'adattamento, il gioco presenta solamente il doppiaggio giapponese con testi e sottotitoli in Inglese, mentre nella versione precedente su Playstation 2 era presente il doppiaggio inglese con testi localizzato anche in italiano. Sono state altresì corretti i nomi di alcuni personaggi della serie che erano stati stravolti nella localizzazione originale (qui di seguito i nomi localizzati seguiti dai corrispondenti nell'opera originale: Shintaro Fuma > Shintaro Kazama, Akira Nishiki > Akira Nishikiyama, Masa Sera > Masaru Sera, Futo Shimano > Futoshi Shimano).
Sono stati aggiunti filmati aggiuntivi che approfondiscono l'evoluzione del personaggio di Akira Nishikiyama, una parte inedita sul rapporto tra Yumi e Kazuma Kiryu, nuovi dialoghi per collegarsi a Yakuza 0 e nuovi filmati per Goro Majima, per integrarlo meglio con il nuovo sistema di gioco "Majima everywhere".

## Modalità di gioco
Come nel precedente capitolo della Saga, Yakuza 0, Yakuza Kiwami è un gioco di avventura in terza persona, e mantiene lo stesso stile di gioco del predecessore, permettendo al giocatore di combattere con diversi stili di lotta, aggiugendo piccoli miglioramenti. Gli stili di cui il giocatore può usufruire sono il Brawler Style (Stile di base equilibrato, che si basa sull'abilità di Kiryu nelle risse), il Beast Style (Stile che si basa sulla Forza e Resistenza possedute da Kiryu) e il Rush style (Stile che si basa sull'Agilità e Tecnica possedute da Kiryu), nonché lo stile predefinito della serie (lo stile più equilibrato dei tre, formato dall'unione dei tre) - Dragon style.
Nel quartiere di Kamurocho, I giocatori guadagneranno denaro e punti esperienza sconfiggendo i nemici negli incontri casuali o completando le missioni secondarie (Substories) che gli abitanti gli forniranno man mano che la storia va avanti . I punti abilità, ottenuti ogni volta che si superano i 1000 punti esperienza,  possono essere utilizzati per acquisire nuove abilità per Kiryu come nuove tecniche di combattimento, nuove abilità passive o nuove heat actions. Il denaro può essere speso per acquistare armi o oggetti curativi, o per giocare ai vari minigiochi disponibili come il gioco d'azzardo, il karaoke. I minigiochi principali presenti nel gioco sono il gioco di carte da battaglia Mesuking, e le corse di modellini di macchine da corsa Mini 4WD ("ミニ四駆") al Pocket Fighter Circuit, come in Yakuza 0.
Sono presenti determinati obiettivi, elencati nella completion list del nostro menù, che se vengono completati ci doneranno Punti Completamento (nel gioco i CP), che possono essere spesi in bonus aggiuntivi, o equipaggiamenti speciali.
Yakuza Kiwami introduce un nuovo sistema di gioco chiamato "Majima Everywhere", ("Majima è ovunque") in cui il personaggio rivale di Kiryu, Goro Majima, apparirà spesso per sfidarlo in una serie di combattimenti. Majima apparirà casualmente durante l'esplorazione, così come in sfide predeterminate basate sui progressi del giocatore. Sconfiggendo Majima nelle diverse sfide, Kiryu può riapprendere le mosse determinanti del suo quarto stile di combattimento "Legend of Dojima Dragon".

## Accoglienza
Le versioni PS4 e PS3 sono state le due più vendute in Giappone durante la settimana d'uscita del gioco, riuscendo a vendere 103,256 copie per PlayStation 4 e 60,427 per PlayStation 3. Famitsū ha elogiato il gioco nella propria recensione, premiandolo con un voto di 34/40.